# Геклінген
Геклінген (нім. Göcklingen) — громада в Німеччині, розташована в землі Рейнланд-Пфальц. Входить до складу району Південний Вайнштрассе. Складова частина об'єднання громад Ландау-Ланд.
Площа — 7,27 км2. Населення становить 892 ос. (станом на 31 грудня 2020).

## Галерея

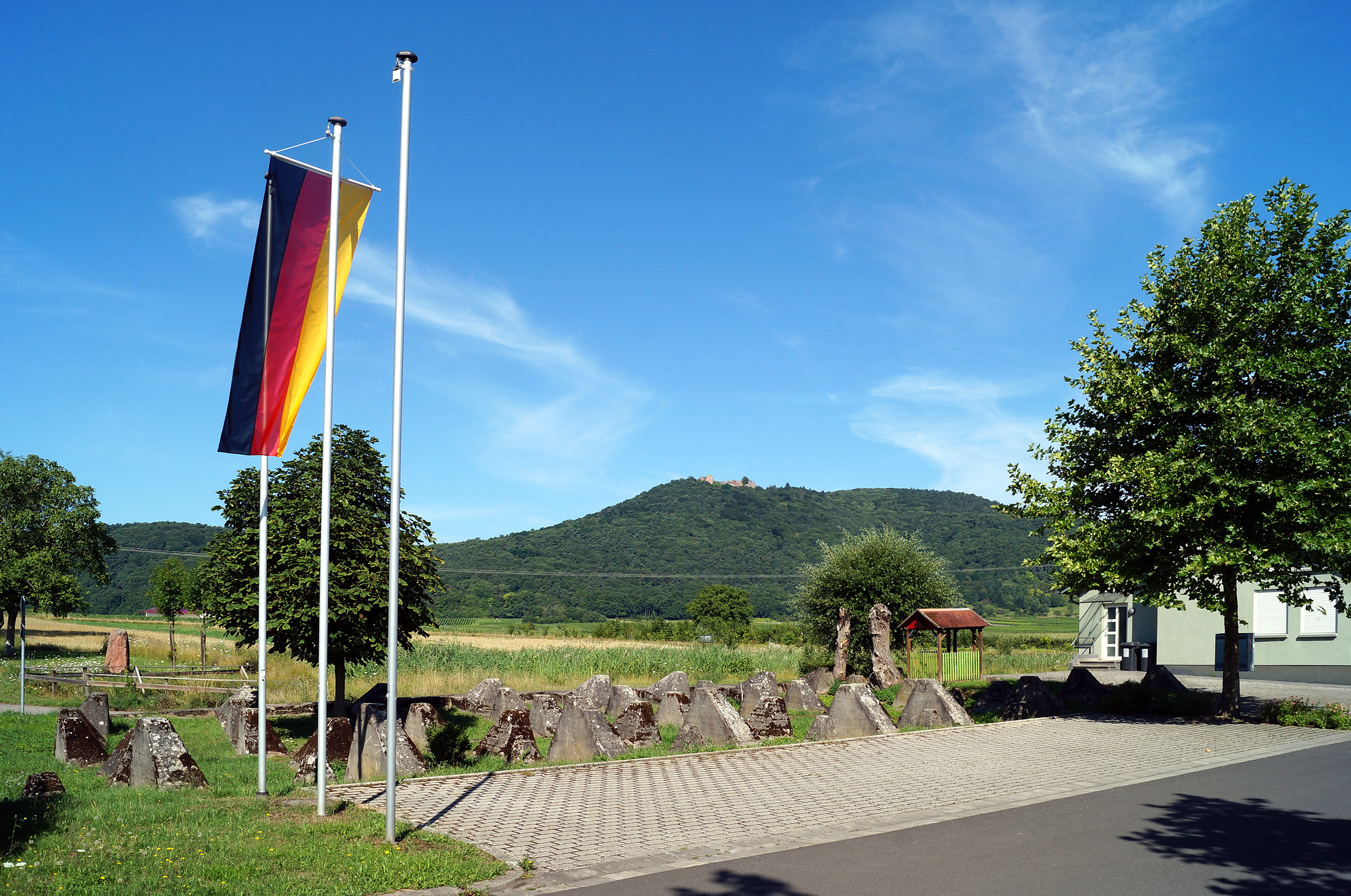
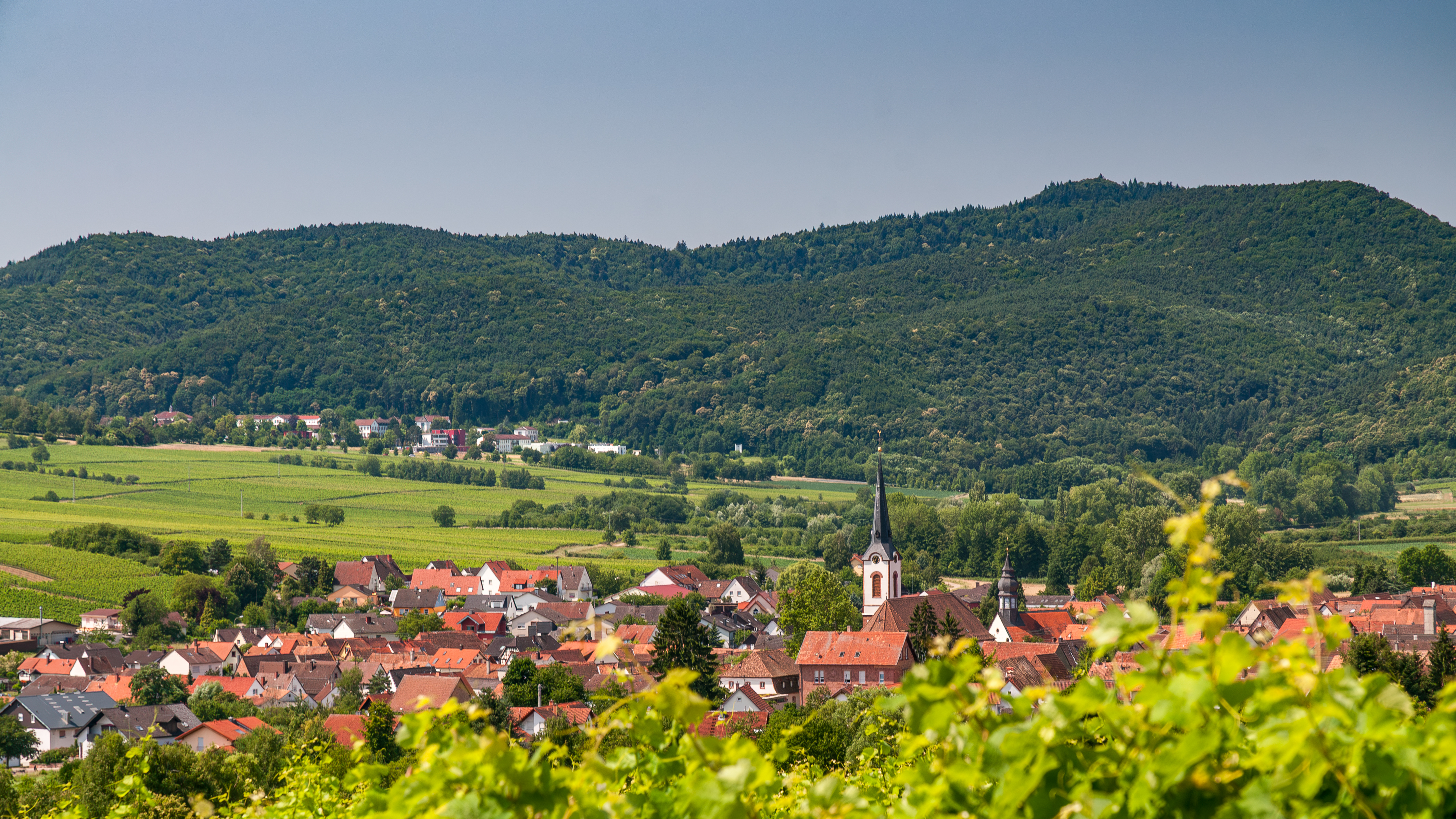